# Cinematografia maghiară
Ungaria are o industrie cinematografică remarcabilă încă de la începutul secolului al XX-lea, cu maghiari care au influențat lumea cinematografiei atât în interiorul, cât și dincolo de granițele țării. În prima categorie intră regizori ca István Szabó, Béla Tarr sau Miklós Jancsó; în a doua William Fox și Adolph Zukor, fondatorii Fox Studios și respectiv al Paramount Pictures, sau Alexander Korda, care a jucat un rol principal în perioada timpurie a cinematografiei britanice. Au apărut mai multe filme maghiare de succes ca de exemplu Körhinta (cunoscut pe plan internațional ca Merry-Go-Round, 1956), Mefisto (1981), Armonii Werckmeister (Werckmeister harmóniák, 2000), Control (Kontroll, 2000) sau Fiul lui Saul (Saul fia, 2015). 
 

## Primele decenii

### 1896-1901
Povestea cinematografiei maghiare începe în 1896, când prima proiecție a filmelor fraților Lumiére a avut loc la 10 mai, în cafeneaua Hotelului Regal din Budapesta. În luna iunie a aceluiași an, Arnold și Zsigmond Sziklai au deschis primul cinematograf maghiar pe Strada Andrássy nr. 41. Cinematograful a fost denumit Okonograf și aici au rulat filmele fraților Lumiére folosind tehnologie franceză. Locuitorii cartierului de elită au disprețuit această nouă formă de divertisment, iar cinematograful s-a închis curând. Dar proiecțiile de filme în cafenele, centrele vieții publice din Budapesta, au devenit din ce în ce mai răspândite, iar până în 1911, peste 100 cinematografe existau în capitala Ungariei. 
Prima filmare a avut loc tot în 1896, o înregistrare a festivităților sărbătorii Mileniului. Angajați ai lui Lumiéres au înregistrat marșul către Castelul Buda. Primul cameraman maghiar a fost Zsigmond Sziklai. 

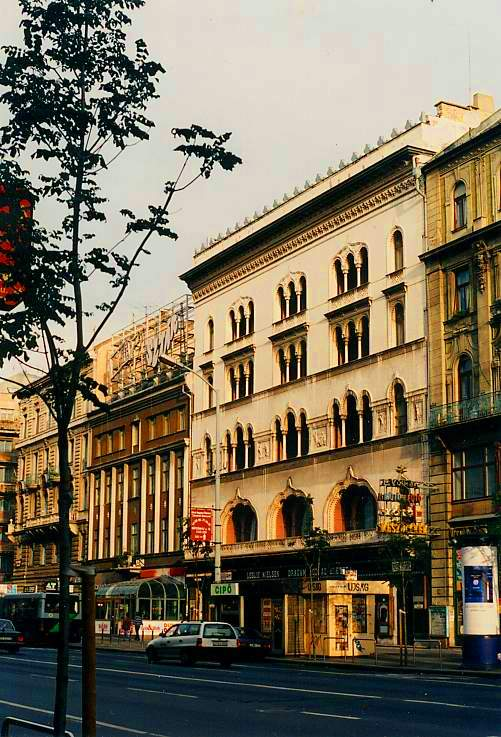
Teatrul Științific Uránia

Primul film maghiar realizat în mod conștient a fost „A tánc” (Dansul) regizat de Béla Zsitkovszky, care a fost realizat ca ilustrare a unuia dintre spectacolele Teatrului Științific Uránia. Gyula Pekár i-a cerut un film lui Béla Zsitovszky, proiecționistul din Uránia. Zsitovszky, inițial un optician, a filmat de pe terasa de pe acoperișul teatrului, în film au apărut actori renumiți și balerini ai teatrului Operaház. 24 de scurtmetraje cinematografice au avut premiera la 30 aprilie 1901. 

### 1901-1920
Infrastructura scenei cinematografice maghiare a fost construită în primul deceniu al secolului al XX-lea. Până în 1910, au funcționat în țară 270 de cinematografe permanente, inclusiv săli de mare capacitate precum Royal Apollo. Distribuția filmelor a fost organizată până la sfârșitul deceniului. Prima companie care a dat aparate de filmat a fost Projectograph, fondată de Mór Ungerleider în 1908. De asemenea, compania a produs filme, oferind documentare și reportaje, făcând astfel primii pași ai industriei cinematografică din țară. 
Scena literară și cea artistică au susținut cu entuziasm noua formă de exprimare. Scriitorii din cercul Nyugat au considerat producția de filme ca pe un semn al apropierii de literatura europeană modernă și au umplut sălile de cinema. Frigyes Karinthy a fost un dramaturg care a scris special pentru producțiile lui Alexander Korda, primul regizor proeminent și critic de film. A Gólyakalifa din 1917 este un astfel de film.
În timp ce criticii timpurii au considerat majoritatea filmelor vulgare, plictisitoare și frivole, producătorii de film au subliniat virtuțile informative, educative ale tehnologiei, chiar dacă primele lor creații nu au putut întări aceste afirmații cu adevărat. Prima companie care a avut obiective artistice a fost Studioul Hunnia, fondat în 1911, format ca o ramură a Teatrului de Comedie din Budapesta (Vígszínház).
În 1914 Jenő Janovics a fondat la Cluj studioul Corvin Film, denumirea sa fiind inspirată de numele regelui Matia Corvin. În 1916 Alexander Korda s-a alăturat acestui studio. Soția lui Alexander, actrița María Corda, a apărut în câteva producții ale studioului Corvin Film. În cadrul studioului a lucrat și regizorul Michael Curtiz.
Un stil caracteristic al cinematografiei maghiare timpurii a fost schița cinematografică, o formă hibridă între teatru și film. Fiecare proiecție scurtă a prezentat actori filmați pe scenă. Genul a inspirat mulți scriitori proeminenți ai vremii, printre care Ferenc Molnár și Frigyes Karinthy. Comicii au folosit de asemenea această formă pentru a interpreta diverse glume și scene folosind natura sa hibridă, unul dintre cei mai cunoscuți interpreți fiind Gyula Gózon.
Mór Undergleider a început, de asemenea, un jurnal profesionist pe tema cinematografiei, numit Mozgófénykép Híradó (Noutăți  despre filme). Jurnalul a publicat articole ale unor numeroși scriitori de renume, regizori de teatru, esteticieni și oameni de știință despre film, inclusiv articolele de pionierat ale teoriei cinematografice scrise de Alexander Korda, la vârstă de 18 ani. Cu toate acestea, predicțiile teoretice și posibilitățile prezentate în Mozgófénykép Híradó nu au fost realizate ulterior de producția de film care s-a dezvoltat lent.
În perioada 21 martie - 6 august 1919, în efemera Republica Sovietică Ungaria, industria cinematografică maghiară a fost printre primele naționalizate în totalitate. Jurnalul de film Vörös Riport Film (Reportajul filmului roșu) a început să popularizeze noua realitate. Câțiva regizori au salutat schimbarea, întrucât guvernul a oferit protecție împotriva filmelor străine concurente.

## Perioada interbelică

### 1920-1931
Sfârșitul primului război mondial a lăsat industria cinematografică maghiară în ruină. Profesioniștii autohtoni, precum regizorii Michael Curtiz sau Alexander Korda au părăsit țara, având adesea  cariere semnificative în străinătate, ca de exemplu la Hollywood. În anii 1920, companii străine (în mare parte americane) s-au folosit de criza economică pentru a prelua aproape toate cinematografele din țară. Filmele franceze, americane și italiene (care au fost interzise în timpul războiului) au rulat în cinematografele maghiare, lăsând puțin teren producțiilor maghiare imature. Puținele companii care funcționau în acea vreme, cum ar fi Studioul Corvin, au dat faliment. 
Căderea a fost evitată în mare parte datorită sprijinului guvernului, care a emis legi de protecție. În anul 1925 a creat Fondul maghiar pentru industria cinematografică, iar o nouă lege a obligat distribuitorii să finanțeze un film maghiar la fiecare 30 de produse importate. Cinematografele au fost nevoite să difuzeze buletinele de știri create de Oficiul Filmului Maghiar. În 1929, guvernul István Bethlen a început să impoziteze filme importate (îmbogățind astfel Fondul industriei cinematografice), dar taxa a fost redusă semnificativ pentru companiile care au produs filme maghiare (chiar și pentru un scurtmetraj maghiar s-a acordat reducere de impozit până la zero pentru 20 de filme importate). 
Fondul industriei cinematografice a cumpărat Studioul falimentar Corvin în 1927 și a fondat compania Hunnia cu intenția de a produce filme de lungmetraj. Studioul a devenit piatra de temelie pentru profesioniștii industriei cinematografice în anii următori. Misiunea sa a devenit dificilă odată cu criza economică din 1929 și răspândirea filmelor cu sonor, mai scumpe, care necesitau investiții suplimentare.
Producția de filme a început treptat să se dezvolte din nou odată cu apariția jurnalului Filmkultúra al editorului Andor Lajtha în 1928. O nouă tehnologie de la Viena a apărut în platourile de filmare, lăsând totodată loc inovației: odată cu Projektofonul, Dénes Mihály a devenit unul dintre numeroșii inventatori ai filmului cu sunet, dar nu a putut să-și vândă brevetul. În timpul filmărilor producției Csak egy kislány van a világon, echipa de producție a putut împrumuta echipament de la Fox Movietone News, ai căror angajați au lucrat în Budapesta în acea perioadă, înregistrând câteva scene muzicale și vorbite. În timp ce filmul a fost unul dintre ultimele filme mute, în mod ironic a fost și primul film cu sonor. Prima proiecție a unui film sonor a avut loc pe 30 septembrie 1929 în teatrul Pușkin (filmul american The Singing Fool). Scene vorbite au fost introduse în tot mai multe filme, ca în Arca lui Noe regizat de Mihály Kertész (Michael Curtiz), care a prezentat o introducere vorbită. Primul lungmetraj cu sunet complet a fost filmul produs de studioul Hunnia  în 1931, A kék bálvány (regizat de Lajos Lázár).

### 1931-1945
Datorită poveștii sale străine și scenariului său american, filmul A kék bálvány a avut succes doar parțial, spre deosebire de Hyppolit, a lakáj , care a avut premiera doar două luni mai târziu și care a devenit primul succes la box-office, precum și unul dintre cele mai cunoscute filme maghiare. A fost regizat de István Székely, care a fost chemat special pentru acest film, din Berlin. Tonul comic al filmului și decorul burghez au devenit un standard al producției autohtoni de film în următorii zece ani. Actori precum Pál Jávor și Gyula Kabos au devenit interpreți căutați, apărând în aproape toate producțiile majore ale deceniului. Întrucât filmul sonor a permis interpretări mai naturale, actori populari din lumea teatrului au devenit mai atrași de marele ecran. Cu toate acestea, mulți dintre ei nu s-au putut adapta diferitelor condiții din noul loc de muncă; în plus nu au făcut față vieții de vedetă de cinema, cu presiuni din partea mass-mediei și a fanilor. 
Până în 1932, peste 500 de cinematografe au funcționat în țară, din care un sfert se aflau doar în Budapesta. S-au răspândit echipamentele pentru redarea sunetului, aproximativ jumătate din cinematografe având astfel de dispozitive. Perioada maximă de filmare era de 12 zile, după care compania de producție aplica penalizări studioului pentru fiecare zi suplimentară. După problemele anilor 1920, producția de film în Ungaria a crescut în anii 1930, trecând de la 6 filme în 1932 la un maxim de 36 în 1937.
Din 1935, s-au format grupuri de extremă dreaptă în toată țara. Acestea au criticat industria cinematografică ca fiind „infestată de evrei” și au afirmat că filmele „au un conținut obscen, imoral”. Numărul protestelor a crescut, ca de exemplu în cazul tragicomediei scrise de Sándor Hunyady, Lovagias Ügy. Pe măsură ce guvernul lui Horthy a format legături din ce în ce mai strânse cu Germania nazistă, presa a început, de asemenea, să facă presiuni asupra actorilor evrei. Articolul al XV-lea, prima „lege a evreilor” (1938) a maximizat până la 6% numărul de membrii evrei din breasla filmului. Mai târziu, legile antisemite au restrâns tot la 6% numărul evreilor care aveau voie să lucreze ca regizori, interpreți, scenariști sau manageri ai studiourilor de film, companiilor de distribuție și ai cinematografelor (peste 6%). Aceste legi au făcut munca aproape imposibilă pentru un număr mare de producători de film și actori, iar mulți dintre ei, precum Gyula Kabos, au fugit din țară. Al Doilea Război Mondial și-a arătat treptat semnele în țară, cu un număr din ce în ce mai mare de atacuri aeriene și bombardamente, ceea ce a făcut producția de filme extrem de dificilă. În ultimii ani ai războiului, au fost făcute doar o mână de filme, cele mai multe fiind lucrări într-un foarte scurt timp. În timpul războiului, cinematografele nu au proiectat filme americane și sovietice, astfel încât doar o mână de oameni au putut viziona filme precum Pe aripile vântului în locuri ascunse, improvizate, la prețuri ridicate.

### 1945-1947
Războiul a provocat daune uriașe industriei cinematografice, dar activitatea de producție s-a reluat relativ devreme, în 1945. În acel an au fost produse trei filme, cel mai proeminent fiind A Tanítónő regizat de Márton Keleti. S-a încercat reînvierea mecanismele de producție de dinainte de război, cu investiții private și scenarii asemănătoare filmelor anterioare, dar eșecul lor părea să demonstreze că nevoile publicului s-au schimbat și că numărul mic de cinematografe noi nu vor oferi venituri suficiente. Sectorul privat s-a retras încet din producția de filme, ceea ce a făcut ca în 1946 să nu fie realizat niciun film maghiar. Lucrările au fost reluate în 1947, guvernul maghiar propunând un ajutor de 200.000 de forinți companiilor producătoare de film (bugetul mediu al unui film fiind de 500.000 de forinți). Companiile au început lucrul în industrie, dar majoritatea au fost susținute de forțe politice. Mezei próféta a fost finanțată de Partidul Țărănesc, Könnyű múzsa de către Partidul Micilor Independenți, Valahol Európában de Partidul Comunist Ungar și Beszterce ostroma de Partidul Social-Democrat din Ungaria. Datorită acestei atmosfere încinse, multe dintre aceste filme au fost interzise, ceea ce a dus la pierderi morale și financiare pentru părțile vizate.
Majoritatea filmelor din această perioadă de tranziție au continuat tradiția adaptărilor literare, dar o serie dintre ele au încercat să introducă un fel de critică socială. Două filme deosebite au fost Valahol Európában (cu sensul de Undeva în Europa) de Géza von Radványi, care arată o poveste realistă a copiilor orfani dintr-o țară postbelică  în timpul celui de-al doilea război mondial  și filmul Ének a búzamezőkről de István Szőts, scris inițial în 1942 și axat pe personaje țărănești și societatea care le corupe.  Ultimul film a avut o influență mai mică asupra industriei, deoarece a fost interzis din 1948 până în anii 1970.
21 martie 1948 a devenit un punct de cotitură pentru producția de cinema, deoarece statul a început să naționalizeze anumite părți ale industriei, cu câteva etape suplimentare în perioada 1948–1949 care au dus la o preluare totală.

## Filmul în era socialistă

### 1948-1950
După naționalizarea comunistă, singura companie căreia i s-a permis producerea de lungmetraje a fost Compania Națională de Film, în timp ce prezentările de știri și producția de documentare au fost gestionate de Compania de știri și film documentare, iar distribuția filmelor a fost realizată prin intermediul MOKÉP. Controlul asupra producției de film a fost centralizat și supravegheat de autorități pentru a specifica temele și cadrul povestirii, iar scenariul era rescris de mai multe ori pentru a se asigura transmiterea mesajelor ideologice. Naționalizarea a rezolvat problema de finanțare de lungă durată, resursele guvernului permiteau filme bugetare mai complexe din punct de vedere tehnic. 
Primul produs al industriei naționalizate a fost Talpalatnyi föld (1948) regizat de Frigyes Bán, care a continuat tradiția filmelor care prezentau o viață la țară mai realistă pe baza literaturii populare. Cu toate acestea, acest realism a fost denaturat, deoarece a apărut o prezență mai intensă a conținutului ideologic, o tendință care își va lăsa amprenta asupra filmelor maghiare în următorul deceniu. Talpalatnyi föld a fost interzis de cenzură timp de 30 de ani. Filmele din 1948–1949 - în timp ce au fost create în diferite genuri, o schimbare care a fost binevenită după abordarea mai comică a anilor 1930 - aveau ca scop să arate păcatele din trecut și felul în care se vor schimba acestea sub noua guvernare socialistă. 
Până în 1950, industria cinematografică a ajuns sub controlul total al guvernului, planurile pentru filme noi erau emise doar prin comandă centrală, cu teme precum „transformarea socialistă a agriculturii” sau „expunerea sabotajului inamic”. Scenariile au fost scrise în mai multe etape pentru a asigura prezența durabilă a mesajelor politice. Filmele au fost planificate pentru a fi regizate de veterani ai industriei care și-au început cariera în anii 1930-1940, cum ar fi Frigyes Bán sau Márton Keleti, chiar dacă nu erau de încredere din punct de vedere  politic. Tinerii regizori nu puteau lucra decât în dramaturgie. Filmele cu setări contemporane au devenit mai frecvente, cu intenția de a fi povestiri educative care să explice morala comunistă și de a avertiza cu privire la dușmanii săi. Filmele de propagandă îi înfățișau pe eroii muncii din fabrici sau pe câmpuri, prezentând lucrătorul ideal (Első fecskék, Ütközet békében, Tűzkeresztség). Filmele de sabotaj arătau o figură reacționară din „vechiul regim”, adesea un inginer sau un intelectual, care lucrează ca agent pentru sabotarea producției, colaborând uneori cu „forțele occidentale”. În timp ce prima încercare de sabotaj avea succes, investigația membrilor înțelepți ai partidului comunist duce la descoperirea conspirației (Teljes gőzzel, Becsület és dicsőség, Civil a pályán). Ambele tipuri de filme au folosit instrumente tradiționale de realizare a filmului, cu elemente comice sau muzicale pentru a arăta bucuria muncii fizice sau elemente din povestirile cu detectivi pentru a arăta faptele false ale sabotajului. Au fost prezente și filme istorice, care arătau perioade revoluționare pe care autoritățile le-au considerat asemănătoare cu evenimentele contemporane (precum Föltámadott a tenger - Revoluția Maghiară din 1848, Rákóczi hadnagya - răscoala țărănească condusă de Ferenc Rákóczi).

### 1953-1956
Din 1953, încercările ușoare de democratizare își pun amprenta și în producția de film. Scenariul își pierde importanța în ceea ce privește munca regizorală, oferind șanse și talentelor tinere (ca Károly Makk, János Herkó). Mesajele politice au fost reduse, filmele s-au transformat în comedii reale, cu doar câteva elemente politice marginale (Állami áruház, 2x2 néha öt). Filmele de sabotaj s-au transformat în filme cu dezastre, care prezintă amenințări mai realiste la adresa producției (dezastru natural sau neglijență umană) care necesită colaborarea unei comunități. Au început să apară lucrări sociale critice, atât drame (Keserű igazság), cât și comedii (Két emelet boldogság), pentru a prezenta partea anormală a guvernării comuniste. 
Alimentat de finanțarea corespunzătoare și de relaxarea climatului politic, 1954-1956 au fost anii de început ai cinematografiei ca formă de artă în Ungaria. Cei doi cei mai influenți regizori ai epocii au fost Zoltán Fábri și Félix Máriássy. În timp ce Fábri avea cu stil dramatic-expresionist, care i-a plasat pe protagoniști în situații extreme pentru a face față întrebărilor morale de bază (Körhinta, Hannibál tanár úr), Máriássy a folosit un ton liric și puternic realist, înfățișând evenimentele foarte detaliat (Budapesti tavasz, Egy pikoló világos). Un alt regizor important a fost Károly Makk, ale cărui filme, de la comedia satirică (Mese a 12 találatról) la drama socială expresionistă (Ház a sziklák alatt) au reprezentat natura din ce în ce mai diversificată a producției cinematografice a deceniului. Ház a sziklák alatt (cu sensul de Casa de sub stânci) este una dintre cele mai pesimiste și amare piese din istoria filmului maghiar, o capodoperă care amintește de tragediile antice grecești.

### 1956-1960
Represaliile în urma revoluției din 1956 au afectat puternic cinematografia, mai multe filme au fost interzise, în timp ce mulți experți și actori au părăsit țara. Descentralizarea producției de filme din țară a fost oprită, reorganizarea planificată a devenit superficială, Compania Națională de Film redobândindu-și numele de Studioul de film Hunnia (Hunnia Filmstúdió), iar Compania de știri și documentare a fost redenumită ca Studioul de film Budapesta (Budapest Filmstúdió). Acesta din urmă a primit, de asemenea, permisiunea de a produce filme artistice, cu toate că bugetul și utilajele sale nu au fost gata pentru această sarcină în anii următori, totuși a ajutat la creșterea unor talente tinere, precum Miklós Jancsó. Influențele politice au revenit în producție, astfel încât regizorii au rămas departe de temele contemporane sau sociale critice. Majoritatea filmelor aveau povestea plasată între cele două războaie mondiale, multe dintre ele fiind adaptări literare. Adaptând romanele unor scriitori precum Kálmán Mikszáth sau Sándor Tatay, aceste filme au arătat stilul de viață detaliat al țăranilor și al omului obișnuit într-o manieră moderat realistă.

### 1960-1970
Anii 1960 au fost anii de întinerire ai industriei cinematografice maghiare. După anii mai grei de după evenimentele din 1956, guvernul socialist, recent înființat, condus de János Kádár, a dorit să pară mai liberal, ceea ce a dus la relaxarea regulilor și reglementărilor în fiecare domeniu. Cele două foste studiouri de film au fost împărțite în patru studiouri independente, conduse de producători de filme. Aceste echipe artistice puteau aproba sau refuza singure planurile de filmare, supervizarea având loc la pre-proiecția filmului finalizat. În locul numeroaselor etape de control al scenariilor și planurilor de producție, cenzura comunistă a devenit un proces posterior. Doar câteva filme au fost cenzurate, nu doar pentru că guvernului a vrut să mențină o perspectivă mai largă, dar și pentru că regizorii au încercat să evite temele mai problematice. Filmele critice din punct de vedere social, care folosesc adesea elemente alegorice au reapărut, multe dintre acestea au primit permisiunea de a fi proiectate la festivalurile de film occidentale. 
Pe măsură ce tehnologia a devenit ieftină, mase mari de oameni au intrat în această formă de divertisment. În mediul rural, cluburile, casele comunitare au fost transformate în săli de proiecție, în timp ce în orașe, și mai ales la Budapesta, s-au deschis sute de noi cinematografe. Prețul biletelor la premiera unui film era de 8 forinți și 2 forinți pentru filmele mai vechi (în cartierele muncitorești toate biletele au costat 2 forinți) - un cost accesibil aproape fiecărei clase sociale. Cu animații scurte și role cu știri care erau proiectate înainte și după lungmetraje, filmul a devenit un divertisment de câteva ore. S-au construit cinematografe speciale care proiectau doar filme pentru copii sau role cu știri (un bilet era valabil 30 de minute). 
Fondarea Studioului Balázs Béla a fost un alt pas important în remodelarea industriei. Cu toate că studioul avea un buget mic, filmele realizate aici nu trebuiau să fie pre-proiectate pentru recenzori externi, doar cele destinate publicului larg. Tinerii profesioniști care au terminat universitatea au avut  ocazia să se alăture rapid producției de filme artistice. Studioul a devenit principalul atelier de filmare avangardist și experimental, contribuind foarte mult la schimbarea de generație a anilor 1960. Au fost create grupuri de artă cu caracteristici diferite. 
Filmările din epocă au fost influențate în mare măsură de modernismul occidental, dar similar cinematografiilor cehoslovacă și poloneză, elemente și stiluri noi erau rareori prezente în forma lor pură, ci mai degrabă amestecate cu teme culturale, istorice și politice. De exemplu, noul val francez rebel, centrat pe tineret, a servit drept inspirație pentru lucrările timpurii ale lui István Szabó, cum ar fi Álmodozások kora sau Szerelmesfilm, prezentate în narațiuni neliniare, experimentale. În ambele cazuri, tema tineretului a fost combinată cu alte întrebări de bază precum istoria sau ciocnirea generațiilor. 
Depășind tendințele anilor 1950, apare mesajul pozitiv intelectual ca un nou tip de caracter, plin de optimism și idei, luptând nu numai cu bariere politice, dar cu birocrația, precum și cu regulile și pozițiile rigide din vechea generație (Falak, Szemüvegesek, Megszállottak). Intelectualii s-au personificat, reflectând adesea propria lor situație și căile posibile de a lua decizii corecte în scene lungi de dialog și moralizatoare. 
Cererea de prezentare a vieții rurale a reapărut, dar astfel de filme au fost produse cu viziunea despre lume a noii generații. Protagoniștii priveau viața țărănească ca pe un lucru din trecut și, în timp ce respectau vechile moravuri și erau nostalgici, erau critici nu numai ai relațiilor sociale din ultimele decenii, dar și ai neputinței generale a predecesorilor lor, consternându-se de supunerea și lipsa lor revoltă. Răfuiala cu trecutul, ruperea de stilul de viață al părinților au fost temele a numeroase filme ale deceniului (Oldás és kötés, Feldobott kő, Tízezer nap). În loc de redarea detaliată a vieții pitorești la țară, noii regizori au folosit metode mai stilizate, semnalând îndepărtarea de acest stil de viață. Tema conflictului între generații apare în forme mai joviale în a doua jumătate a deceniului, deseori în colaborare cu trupe populare (Ezek a fiatalok, Szerelmes biciklisták). Regizorii din vechea generație s-au ocupat și de teme care priveau trecutul și, în timp ce omiteau conflictul între generații, au explorat și problema destinului și istoriei individuale, a determinării istorice și a deciziilor morale în astfel de cazuri (Párbeszéd, Húsz óra, Hideg napok), folosind deseori instrumente moderniste precum paralelizarea punctelor de vedere și al interpretărilor. 
Anii 1960 au reprezentat nu doar deceniul filmului modernist, dar și începutul filmului regizoral distinctiv. Acest lucru poate fi observat și în Ungaria. După filmele sale de debut, Így jöttem și Szegénylegények au fost primele filme în care apar stilul vizual al lui Miklós Jancsó - lung, cu tăieri lente, cu o mișcare orizontală a camerei de filmat. István Szabó regizează cele mai personale filme în această perioadă, împerechind subiectivitatea cu narațiunea la persoana I. După Profesorul Hannibal din 1956, Zoltán Fábri a elaborat în continuare tema alegerilor morale în timpuri istorice în multe dintre filmele sale din anii 1960, precum Isten hozta, őrnagy úr!, Két félidő a pokolban, Nappali sötétség. După ce a încercat mai multe genuri, stilul lui Károly Makk devine mai unificat, creând cele mai politice și dramatice filme ale carierei sale în această perioadă (Megszállottak, Elveszett paradicsom, Az utolsó előtti ember). 
În acești ani, filmele de artă și de divertisment au devenit mai separate, ultimele trecând printr-o reînnoire similară, căutând noi genuri și actori. Cele mai populare filme au fost adaptările lui Zoltán Várkonyi ale romanelor lui Mór Jókai (A kőszívű ember fiai, Egy magyar nábob, Kárpáti Zoltán) și comediile lui Márton Keleti (Butaságom története - Povestea prostiei mele, A tizedes meg a többiek). Filmele cu dezastre din anii 1950 au fost înlocuite cu filme de acțiune, povești cu detectivi (A hamis Izabella, A gyilkos a házban van) și filme cu spioni (Foto Háber, Fény a redőny mögött ). În dorința de a continua tradiția filmelor de cabaret / comedie din trecut, au apărut filme de comedie satirică, în care a jucat adesea popularul actor László Kabos (Plusz egy fö, A veréb is madár). 
Sfârșitul deceniului a adus un nou val de cenzură, astfel încât producțiile de film s-au îndreptat de la teme politice, de revoltă, către sfera privată, folosind adesea motive stilizate, lirice, în așa-zisele filme estetice. 

### 1970-1980
Atât forma obiectivă cât și cea subiectivă a filmului maghiar, dezvoltat în anii șaizeci, trece printr-un proces de stilizare în anii șaptezeci. Filmele obiective încearcă să compună o descriere sociologică mai atentă a proceselor sociale (marcată de tendința documentară), sărind peste elemente biografice subiective, încercând să sublinieze latura individuală a formei sale. În ambele cazuri, narațiunea clasică a căzut în fundal, iar în paralel cu despletirea povestirii, efectele picturale au fost accentuate, adesea cu ajutorul alegoriei. 
Cele două tendințe definitive ale anilor șaptezeci au devenit documentarismul, menit să introducă un aspect nou și o schimbare de formă și continuând din anii șaizeci, filmele regizoare. Toate genurile și formele contemporane, cum ar fi grotesc, satiră sau așa-numitele filme de stat din generație, pot fi conectate la ele. 
Cea mai influentă tendință a deceniului a fost apariția genului documentarului de ficțiune (documentarism sau lungmetraje documentare), gen considerat ca fiind unul maghiar distinct (aparținând școlii din Budapesta). Documentarele de scurt și lungmetraj realizate în studioul Balázs Béla de la sfârșitul anilor șaizeci au avut o influență majoră. Întrucât producătorii de film din anii șaptezeci erau nemulțumiți de iluzia realismului din anii precedenți, au considerat că actoria și dramatismul convențional nu mai ofereau noi posibilități. Multe dintre filmele influente ale epocii includ sau încearcă să depășească documentarismul, prin distanțarea de reprezentarea realistă în construirea de scene neconvenționale. În aceste filme (inclusiv A kis Valentino regizat de András Jeles), lumea exactă din punct de vedere sociologic devine transparentă, iar prin expunerea documentarismului este dezvăluit un limbaj cinematografic particular. Până la sfârșitul deceniului, stilizarea documentaristă s-a transformat într-o versiune lirică sau uneori grotescă în lungmetraje (precum cele realizate de Judit Elek, Ferenc Grunwalsky, Lívia Gyarmathy, Géza Böszörményi) cu o linie experimentală, marcată de Filmnyelvi Sorozat produs de Studioul BB și de filmele grupului K/3 conduse de Gábor Bódy.
Cele mai multe dintre filmele realizate de Studioul BB, spre deosebire de punctul de vedere exterior, intelectual al anilor șaizeci, au explorat conflictele interioare ale personajelor.   

### 1980-1989
În 1981, Mefisto, regizat de István Szabó, a devenit primul film maghiar care a câștigat premiul Oscar pentru cel mai bun film străin. La  Festivalul Internațional de Film de la Cannes din 1981, filmul a primit Premiul pentru cel mai bun scenariu și premiul FIPRESCI. A primit premiul pentru cel mai bun film în limba străină în 1982 din partea Consiliului Național de Revizuire a Filmelor din SUA (National Board of Review).
Márta Mészáros a devenit cunoscută pentru regizarea filmului Jurnal pentru copiii mei (Napló gyermekeimnek, 1984), care a câștigat Marele Premiu (Grand Prix) la Festivalul Internațional de Film de la Cannes și este primul film dintr-o trilogie de filme autobiografice care mai include Napló szerelmeimnek (1987) și Jurnal pentru tata și mama (Napló apámnak, anyámnak, 1990).

### 1989–2014
În această perioadă au apărut filme ca Szürkület (1990, regizat de György Fehér), Szeressétek egymást gyerekek (1996, regizat de Jancsó Miklós, Makk Károly, Sándor Pál), Szenvedély (1998, regizat de György Fehér).
În anii 2000 cinematografia maghiară a produs filme ca Moszkva tér (2001, Török Ferenc), Macerás ügyek (2001, Hajdu Szabolcs), Rengeteg (2003, Benedek Fliegauf), Dealer  (2004, Fliegauf Benedek),  Friss levegő (2007, Kocsis Ágnes), Off Hollywood (2007, Hajdu Szabolcs), Tejút (2007, Benedek Fliegauf), Delta (2008,  Mundruczó Kornél). Au urmat filme ca  Womb - Anyaméh (Pântecul mamei, 2007, Benedek Fliegauf), Csak a szél (Numai vântul, 2011,  Benedek Fliegauf).

## Cinematografia maghiară contemporană
În această perioadă au apărut regizori maghiari notabili ca  Antal Nimród, Béla Tarr, György Pálfi, Ildikó Enyedi, István Szabó, Károly Makk, Lajos Koltai, Márta Mészáros, Endre Hules, Can Togay sau  László Nemes Jeles.
László Nemes a promovat cinematografia maghiară la nivel mondial, în 2016, cu filmul Fiul lui Saul.  Filmul a avut premiera la Festivalul de Film de la Cannes din 2015⁠(d), unde a câștigat Marele Premiu. A fost proiectat la Festivalul de Film de la Toronto din 2015⁠(d) în cadrul secțiunii Prezentări Speciale. Fiul lui Saul a câștigat în 2016 Premiul Oscar pentru cel mai bun film străin și Premiul Globul de Aur pentru cel mai bun film într-o limbă străină. Este al nouălea film maghiar care a fost nominalizat pentru premiul Oscar pentru cel mai bun film străin, primul după filmul lui István Szabó, Hanussen⁠(d), care a fost nominalizat în 1988. Este al doilea film maghiar care a câștigat premiul Oscar pentru cel mai bun film străin, primul fiind filmul lui István Szabó, Mephisto în 1981. Fiul lui Saul este primul film maghiar care a câștigat Premiul Globul de Aur pentru cel mai bun film într-o limbă străină.

## Vezi și
- Listă de regizori maghiari